# An Phoblacht
An Phoblacht (pronunciació en gaèlic irlandès: [ənˠ ˈfˠɔbˠlˠəxt̪ˠ]), La República, va ser un diari publicat pel partit irlandès Sinn Féin. Inicialment de publicació setmanal, posteriorment mensual, des de principis del 2018 va adoptar el format de revista mantenint una versió en línia com a plataforma de notícies. Editorialment, el diari reflectia les opinions del republicanisme irlandès, amb una visió d'esquerres, i va donar suport al procés de pau d'Irlanda del Nord. A més de tractar temes polítics i sindicals irlandesos, el diari sovint publicava entrevistes amb famosos, músics, artistes, intel·lectuals i activistes internacionals. Venia una mitjana de fins a 15.000 exemplars setmanals. Durant la vaga de fam irlandesa de 1981, les seves vendes es van elevar a més de 70.000. Va ser el primer diari irlandès en tenir una edició en línia, que actualment té més de 100.000 visites setmanals.
Tot i que el diari del Sinn Féin es va rellançar el 1970, la capçalera An Phoblacht ja havia aparegut en la història del moviment republicà irlandès. Ho va fer per primer cop en la seva forma anglesa, The Republic, editada pels Clubs Dungannon de Belfast, amb un primer número el 13 de desembre de 1906.